# Ignác Theodor Petera
Ignác Theodor Petera (31. července 1840 Pecka – 20. června 1904 Vrchlabí) byl český sedlář a podnikatel, výrobce a majitel továrny na produkci kočárů, saní a povozů ve Vrchlabí. Po jeho smrti se podnik První severočeská továrna letadel, karoserií a vozidel, Petera a synové, Vrchlabí zaměřil na výrobu automobilových karosérií, po poválečném znárodnění se stal součástí automobilky AZNP.

## Život

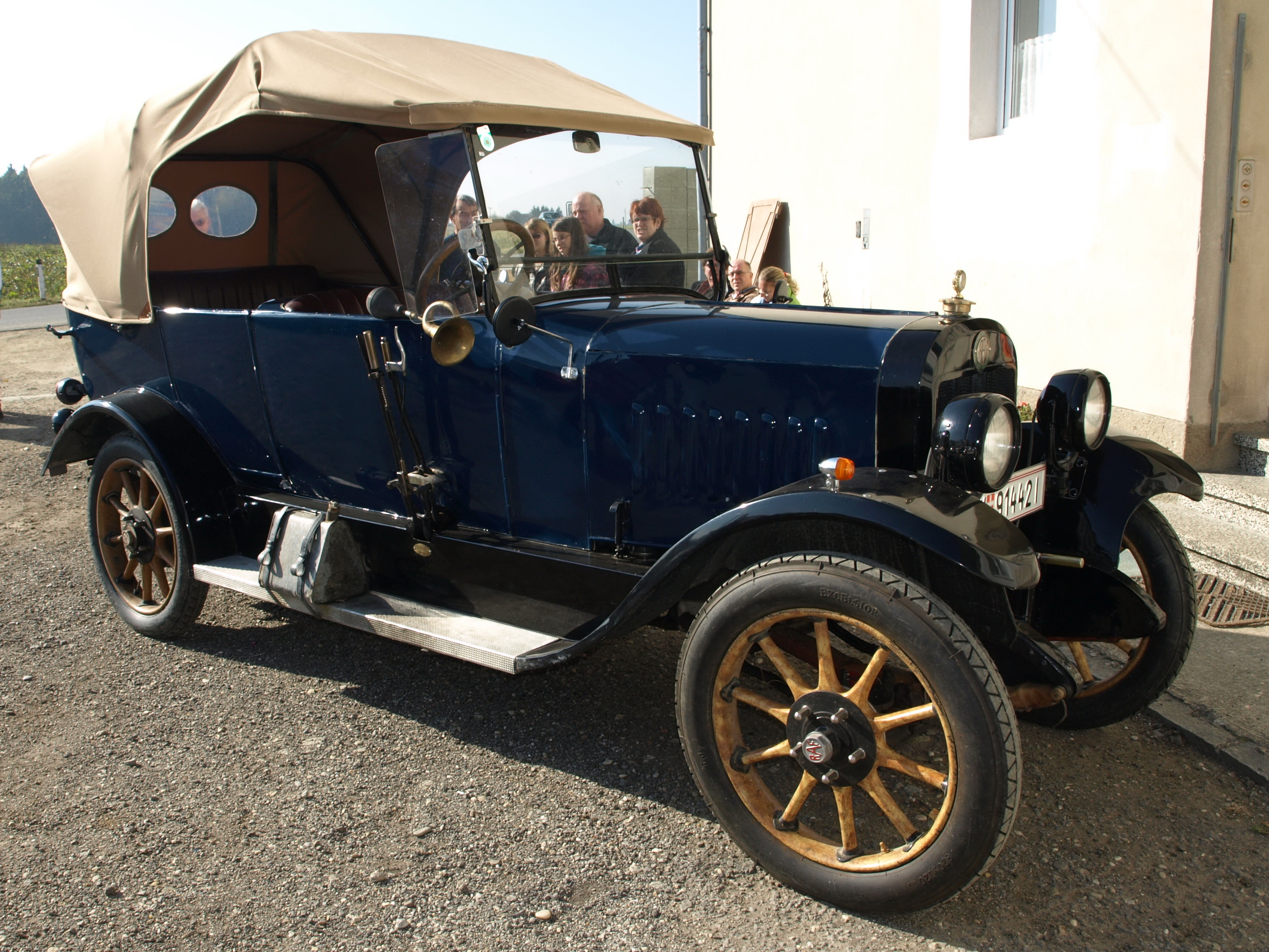
Automobil libereckého závodu RAF, pro který firma Petera také od roku 1908 vyráběla karoserie

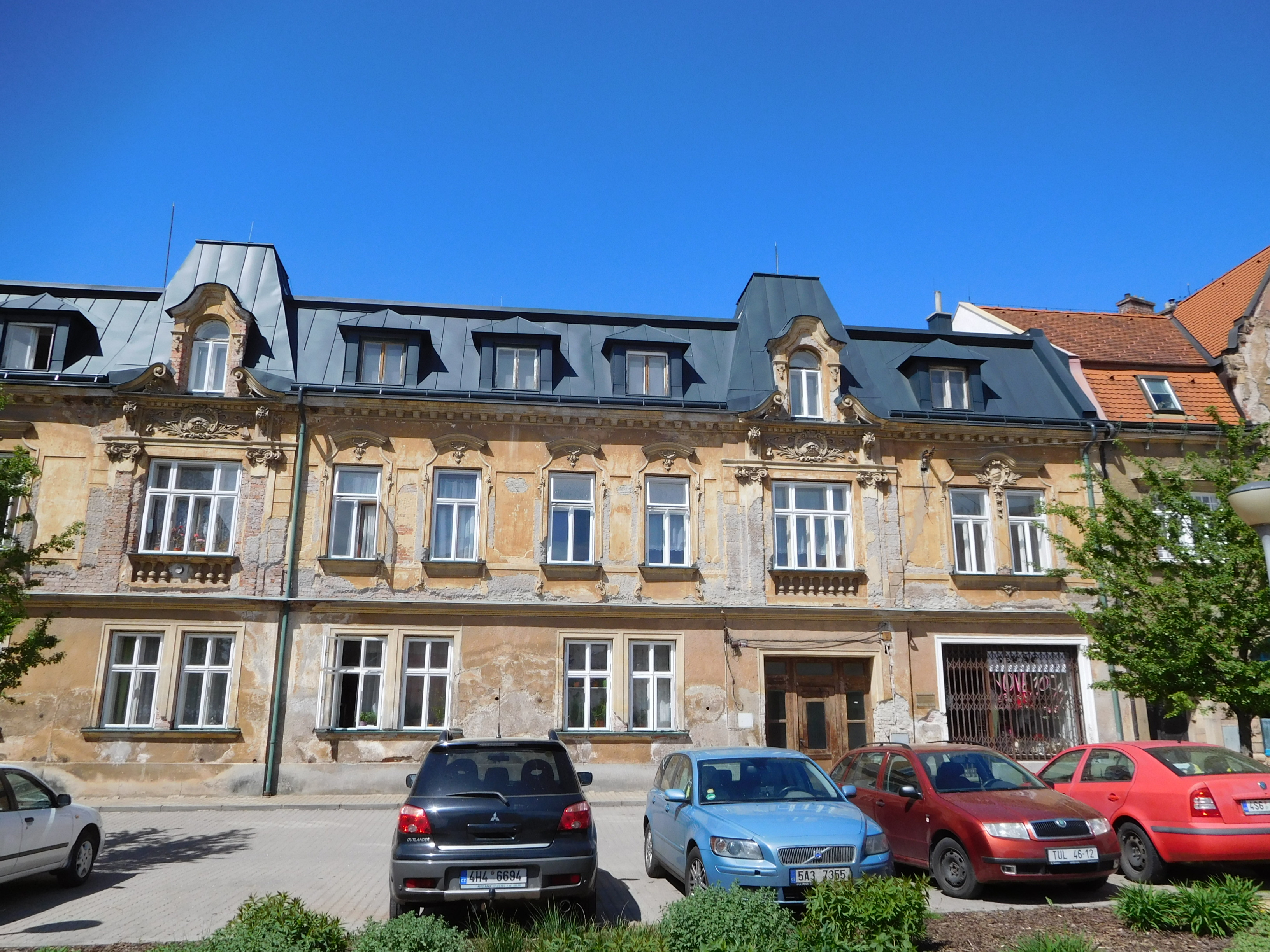
Peterův dům ve Vrchlabí

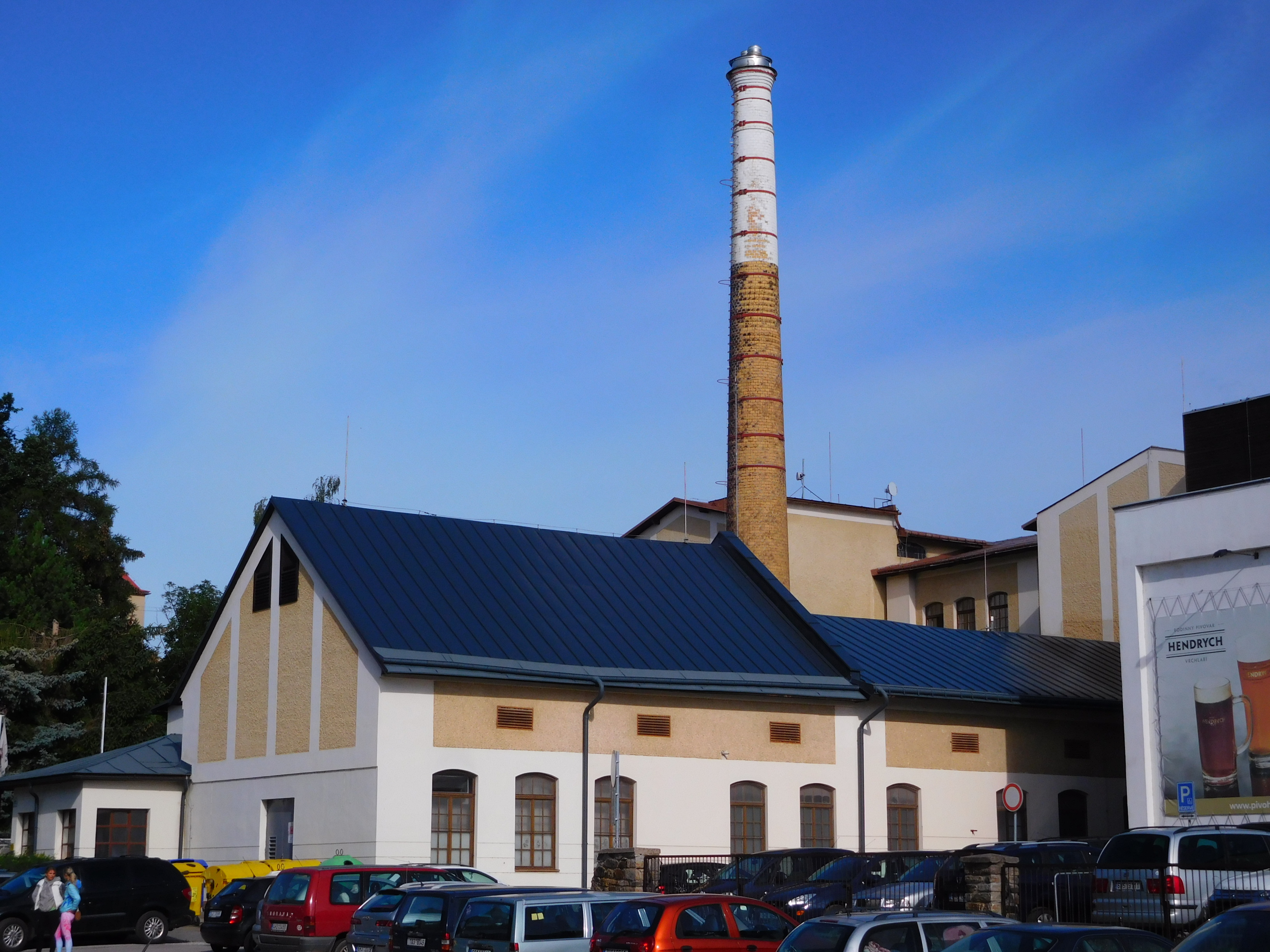
Bývalá karosárna ve Vrchlabí

### Mládí
Narodil se v městečku Pecka nedaleko Jičína. Roku 1862 odešel do Vrchlabí pracovat jako učeň do sedlářství Petera Ettela, ve městě se následně na trvalo usídlil. Oženil se zde s Annou Košťálovou z Dolní Branné.

### Podnikatel
Roku 1864 založil Ignác Petera vlastní firmu Ignác Theodor Petera s dílnou vyrábějící různé typy koněspřežných vozů, stejně jako sedel a dalšího zboží určeného pro koňskou dopravu, ale také saní nebo trakařů. Sám v ní aktivně konstrukčně pracoval. Úspěch Peterova podniku zajistil jeho další růst a rozšiřování výroby. Závod postupně přešel ze zakázkové výroby na produkci jednotlivých modelů, zejména moderním a pohodlným osobním kočárům. Jako obytný objekt a také technické a administrativní zázemí nechal Petera vystavět na Kozím plácku (náměstí Míru) v centru města honosný neorenesanční dům, na jehož dvoře se nacházely dílny.
Tzv. Peterův dům byl později vyhlášen kulturní památkou.

### Náhlé úmrtí
Ignác Petera zemřel náhle na akutní zápal plic 20. června 1904 ve Vrchlabí. Tělo bylo pak uloženo v rodinné hrobce na místním městském hřbitově.

### Petera a synové
Po otcově smrti převzali řízení firmy synové Theodor, Josef a Robert. Výroba byla ve stejném roce přesunuta do nového továrního areálu. Podnik nadále prosperoval, roku 1908 pak továrna vyrobila svou první automobilovou karoserii, na vůz z automobilky RAF (Reichenberger Automobilfabrik) z Liberce. Značka Petera se pak s nástupem automobilismu prosadila především výrobou karosérií, jeden z vyrobených kusů byl vyroben speciálně pro císaře Františka Josefa I. V období první republiky patřila karosárna Petera a synové mezi tři nejlepší v Československu, spolu vysokomýtským Sodomkou a strašnickou karosárnou O. Uhlík. V březnu 1946 byl podnik znárodněn a začleněn do nově vzniklých AZNP jako závod Vrchlabí.

### Rodinný život
Ignác Theodor Petera se oženil s Annou, rozenou Košťálovou, počali spolu celkem devět dětí. Tři nejstarší synové Theodor, Josef a Robert, a následně jejich potomci, se v následujících desetiletích zapojovali do činnosti v karosárně.